# Jukotîn, Colomeea
Jukotîn (în ucraineană Жукотин) este localitatea de reședință a comunei Jukotîn din raionul Colomeea, regiunea Ivano-Frankivsk, Ucraina.

## Demografie
Componența lingvistică a localității Jukotîn
     Ucraineană (100%)
Conform recensământului din 2001, toată populația localității Jukotîn era vorbitoare de ucraineană (100%).